# Du Toict
Du Toict was een Zuid-Nederlandse adellijke familie.

## Geschiedenis
In 1768 werd voor het eerst adellijke status toegekend door keizerin Maria Theresia aan een lid van de familie, Willem du Toict.
In 1786 bevestigde een verklaring van keizer Jozef II ten gunste van Constantin en François du Toict, zoons van Willem, dat ze eigenlijk al vanouds tot de adel behoorden en de titel burggraaf droegen.
De genealogie van de laatste leden uit het ancien régime van deze familie luidde als volgt:
- Jean-Baptiste du Toict (°1621), x Domitille Eelbo († 1675).
  - Joseph du Toict (1666-1715), x Marie Wallaert (1668-1740).
    - Pierre du Toict (1704-1749), x Domitile du Toict (1712-1798).
      - Joseph du Toict (zie hierna).

  - Constantin du Toict (1668-1729), x Marie Beert (1679-1757).
    - Willem du Toict (1714-1779), x Jeanne Lemonnier (1724-1800).
      - Constantin du Toict (zie hierna).
      - François du Toict (zie hierna).

## Joseph du Toict
Joseph Jean Hyacinthe du Toict (Kortrijk, 7 november 1749 - 19 januari 1839), was een zoon van de schepen van Kortrijk Pierre du Toict, die getrouwd was in tweede huwelijk met zijn nicht Domitille du Toict.
Hij trouwde in 1798 met Marie-Jeanne van Brabant (1749-1825) en hertrouwde in 1828 met Amélie Demeestere (1783-1867). Zijn huwelijken bleven kinderloos.
Op de valreep werd hij, onder het Verenigd Koninkrijk der Nederlanden, op 26 juni 1830 erkend in de erfelijke adel met de titel burggraaf, overdraagbaar op alle afstammelingen. 

## Constantin du Toict
Constantin Guillaume Joseph du Toict (Kortrijk ,12 februari 1744 - 20 november 1823) was de oudste zoon van Willem du Toict en Jeanne Lemonnier. Willem Jacques Ignace du Toict was heer van Ackelgem, Triest, Beverswaele, raadsheer-pensionaris van Kortrijk en raadsheer voor de Domeinen in het Kortrijkse. 
Constantin trouwde in 1774 met Marie-Jeanne van der Straeten (1748-1814), dochter van de burgemeester van Kortrijk Charles Van der Straeten. Ze kregen vier kinderen, maar met weinig verdere afstammelingen,
Constantin was onder het ancien régime heer van Oeyevaertsnest en Gehuchte en schepen van Kortrijk. Na de woelige jaren van revoluties en de Franse tijd te hebben overleefd, werd hij in 1816 onder het Verenigd Koninkrijk der Nederlanden erkend in de erfelijke adel met de titel burggraaf, overdraagbaar op alle afstammelingen en benoemd in de Ridderschap van de provincie West-Vlaanderen.
Zijn zoon Emmanuel du Toict (1780-1854) was officier in het Franse leger. Hij werd vrijmetselaar in de Kortrijkse loge L'Amitié. Na 1814 werd hij commandant van de Koninklijke Marechaussee in Kortrijk. Hij schreef een paar boekjes over honden en paarden, zoals Traité concernant la connsaissance du cheval (1822) en Traité des haras (Brussel 1823). Hij was getrouwd met Caroline van Outrive (1780-1850). Ze hadden vijf kinderen. Deze familietak was in 1878 uitgedoofd.

## François du Toict
François Emmanuel Xavier Joseph du Toict (Kortrijk, 23 december 1746 - Elsene, 5 augustus 1828), broer van Constantin, was officier in het Oostenrijks leger. Na de woelige jaren van revoluties en de Franse tijd te hebben overleefd, werd hij in 1821 onder het Verenigd Koninkrijk der Nederlanden erkend in de erfelijke adel met de titel burggraaf, overdraagbaar op alle afstammelingen.
Hij trouwde in 1775 in Antwerpen met Thérèse de Man (1751-1827), dochter van de Antwerpse grootaalmoezenier Charles de Man. Ze hadden twee zoons, die trouwden maar alleen dochters hadden. Deze tak van de du Toicts doofde derhalve ook uit.
In 1933 overleed de laatste naamdrager.